# Žadovka
Žadovka (in russo Жадовка?) è un villaggio operaio della Russia europea, situato nel rajon Baryšskij dell'oblast' di Ul'janovsk.
Si trova 13 km a sud-ovest di Baryš (il centro distrettuale). Il fiume Baryš divide Žadovka da Imeni V. I. Lenina.